# Centrum Diagnostyki i Terapii Laserowej

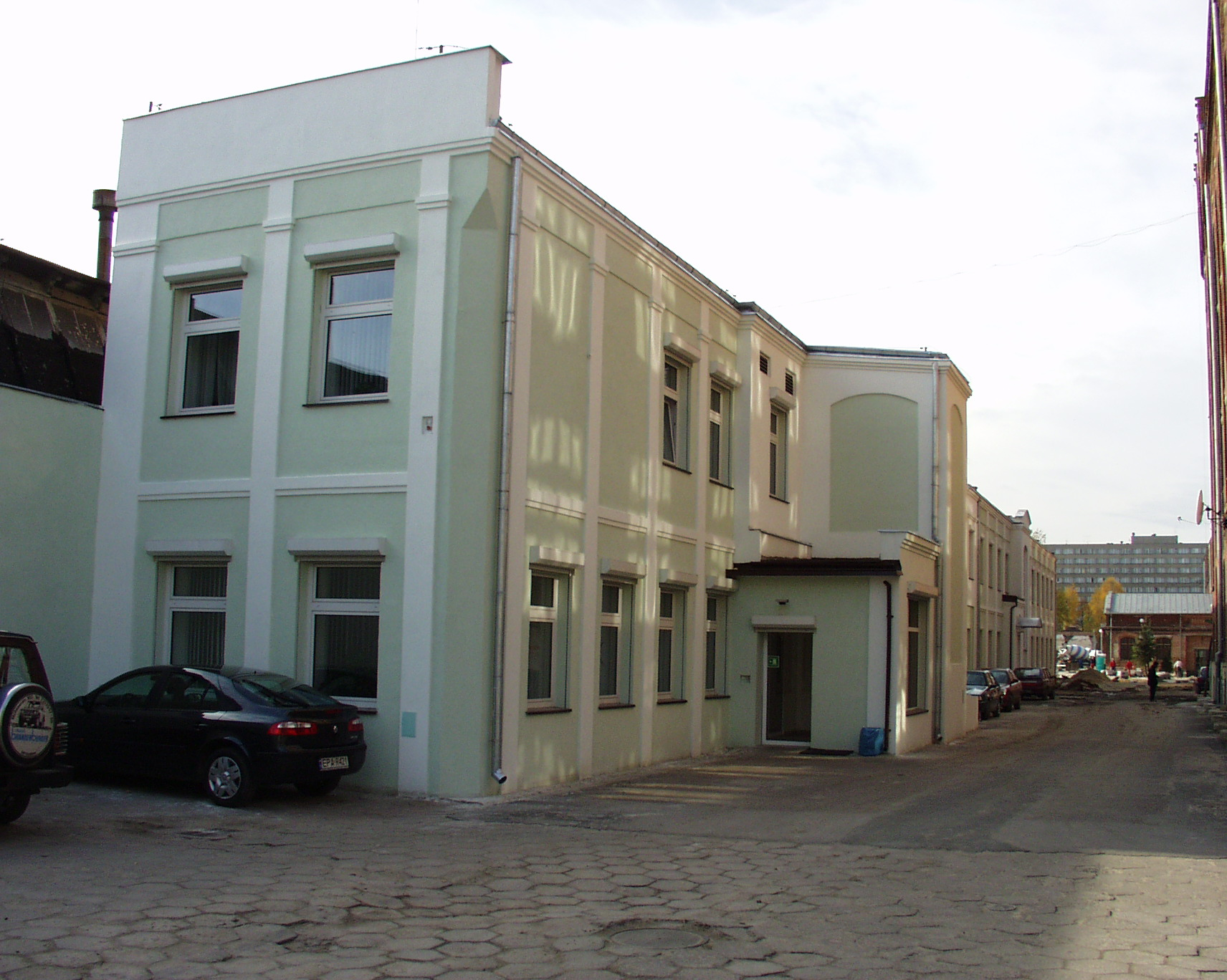
Budynek CDTL

Centrum Diagnostyki i Terapii Laserowej PŁ (CDTL PŁ) jest pozawydziałową, samofinansującą się jednostką Politechniki Łódzkiej powołaną do życia w 1994 roku w celu badania oddziaływania światła laserów na organizm ludzki oraz wdrażania nowych metod leczenia z zastosowaniem technik laserowych.

## Zakres działalności
Naukowo-badawcza:
- badania oddziaływania światła laserowego z żywą materią
- badania fizycznych i biologicznych mechanizmów rezonansu biochemicznego

Badawczo-wdrożeniowa:
- programy zlecone przez Ministerstwo Zdrowia
- programy Środowiskowego Laboratorium Międzyuczelnianego
- programy Centrum Doskonałości Technik Laserowych i Biomateriałów w Medycynie

Działalność dydaktyczna dla następujących wydziałów Uniwersytetu Medycznego w Łodzi i Politechniki Łódzkiej:
- Wydział Lekarski UM
- Wydział Farmaceutyczny UM
- Wydział Chemiczny PŁ
- Wydział Mechaniczny PŁ
- Wydział Fizyki Technicznej, Informatyki i Matematyki Stosowanej PŁ
- Wydział Organizacji i Zarządzania PŁ
- Centrum Medycznego Kształcenia Podyplomowego w Warszawie

## Wdrożenia opracowane w CDTL PŁ

### Metody diagnostyczne
- diagnostyka fotodynamiczna: nowotworów pęcherza moczowego, raka sromu, raka skóry, nowotworów drzewa oskrzelowego
- diagnostyka termowizyjna: sutka, drożności przetok tętniczo-żylnych u chorych dializowanych, reumatoidalnego zapalenia stawów u dzieci, zaburzeń krążenia w zespole Raynauda, choroby niedokrwiennej kończyn dolnych

### Metody lecznicze
- laseroterapia owrzodzeń troficznych
- laserowe odbarwianie znamion naczyniowych płaskich
- fizykoterapeutyczna biostymulacja laserowa
- laserowa sterylizacja kanałów zębowych
- laserowe utwardzanie wypełnień stomatologicznych
- fotodynamiczna terapia nowotworów skóry i pęcherza moczowego
- laseroterapia stwardnienia rozsianego
- laseropunktura i biostymulacja laserowa w leczeniu uzależnienia alkoholowego
- laserowa resekcja gruczołu krokowego

### Metody techniczne
- układ sterowania laserami WOLF-1